# 길란주

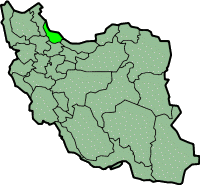
길란주

길란주(페르시아어: استان گیلان)는 이란을 구성하는 31개 주 가운데 하나로, 이란 북서부에 위치하고 있다. 동쪽으로는 카스피해 연안 지역과 마잔다란주, 서쪽으로는 아르다빌주와 인접해 있으며 남쪽으로는 잔잔주와 카즈빈주와 인접해 있다. 주도는 라슈트이며 면적은 14,042km2, 인구는 2,404,861명(2006년 기준)이다.
길란주의 도시로 라슈트, 아스타라, 아스타네헤아슈라피예흐, 푸만, 시아칼 ,라히잔, 랑루드, 마술레흐, 만질, 루드바르, 루드사르, 샤프트, 탈레슈,반다르에안잘리, 수마헤사라가 있다.

쌀은 대부분 길란주를 포함한 북부 이란에서 생산된다.